# Federico Cristián de Schaumburg-Lippe
Federico Cristián de Schaumburg-Lippe (en alemán, Friedrich Christian zu Schaumburg-Lippe; Bückeburg, 16 de agosto de 1655-ibidem, 13 de junio de 1728) fue el segundo gobernante del condado de Schaumburg-Lippe.

## Biografía
Nació en Bückeburg, hijo de Felipe I de Schaumburg-Lippe y de la landgravina Sofía de Hesse-Kassel (o Hesse-Cassel) (1615-1670).
Se convirtió en conde a la muerte de su padre el 10 de abril de 1681, y reinó hasta su muerte en Bückeburg. Fue sucedido por su hijo mayor sobreviviente, Alberto Wolfgang.

## Matrimonios y descendencia
Se casó el 4 de enero de 1691 en Langenburg con la condesa Juana Sofía de Hohenlohe-Langenburg (1673-1743). Se divorciaron en 1723. Tuvieron seis hijos:
- Federico Augusto (1693-1694).
- Guillermo Luis (1695-1695).
- Sofía Carlota (1696-1697).
- Felipe (1698-1698).
- Alberto Wolfgang (1699-1748), conde de Schaumburg-Lippe.
- Federico (1702-1776).

Posteriormente se casó morganáticamente con María Ana von Gall el 3 de diciembre de 1725, en Brixen.
| Predecesor: Felipe I | Conde de Schaumburg-Lippe 10 de abril de 1681-13 de junio de 1728 | Sucesor: Alberto Wolfgang |

- Datos: Q68601
- Multimedia: Frederick Christian, Count of Schaumburg-Lippe / Q68601